# Храм на честь Іверської ікони Божої Матері (Дніпро)
 Церква Іверської ікони Божої Матері — чинна церква у сосновому лісі північній частині Дніпра. Парафія належить до Дніпропетровської єпархії УПЦ. Церква збудована у 1998 році. Настоятель — протоієрей Микола Несправа.

## Історія
1998 року на місці будівництва основної церкви, встановленої у наметі, звершили літургію на честь прибуття чудотворного образу ікони Божої Матері «Іверська». Ікону перевезли у Дніпро і принесли на місце будівництва.
У 1998 році розпочато будівництво першого храму — «Золоті Ворота», який був побудований за 8 місяців. Одночасно з будівництвом «Золотих Воріт» розпочато будівництво головного храму в честь ікони Божої Матері «Іверська», що складається з двох храмів: верхнього — річного та нижнього — зимового.
14 вересня 2008 року Митрополит Дніпропетровський і Павлоградський Іриней у співслужінні духовенства єпархії звершив Велике освячення храму на честь святих і праведних Богоотец Іоакима і Анни.

## Святині
- частина Животворящого Хреста Господнього, частинки мощей: святої праведної Анни,
- Івана Хрестителя, святителя Миколая архієпископа Мир Лікійських,
- Великомученика Пантелеймона,
- Великомученика Димитрія Солунського,
- Святителя Спиридона Триміфунтського,
- Марії Магдалини,
- апостолів Матвія, Марка, Луки та багатьох інших святих.
- У 2012 році була виготовлена точна копія Віденського списа Лонгина

## Настоятель храму
Протоієрей Микола Несправа Вікторович (нар. 10 грудня 1970, Дніпропетровськ) — з 1998 року настоятель храму на честь ікони Божої Матері «Іверська» (р. Дніпропетровськ, Україна), доктор богословських наук (2006 року), доктор філософії (2007), член Європейської Академії Природознавства, член Національної спілки журналістів України, член української PR-ліги. Автор наукових робіт, присвячених історії церкви, археології, архітектури. Учасник археологічних експедицій, в тому числі легендарної експедиції по підняттю Запорізької бригантини (острів Хортиця). У 2011 році учасник експедиції в Папуа-Нову Гвінею. З 2012 року заступник Голови Відділу релігійної освіти, катехізації та місіонерства при Священному Синоді Української Православної Церкви.

### Освіта
- Київська Духовна семінарія і Академія (кандидат богословських наук) 2003 р.;
- Інститут міжнародних відносин при Київському національному університеті ім. Шевченка 2007 р.;
- Пряшівський Національної Університет, р. Пряшів, Словаччина, доктор богослов'я 2006 р.; доктор філософії 2007 р.
- Відкритий університет (Велика Британія) MBA 2008—2010 р.

### Громадська діяльність
- З 1991 року — клірик Дніпропетровської єпархії УПЦ
- З 2002 по 2004 роки — викладач у Фінансово-економічному Університеті р. Дніпропетровська.
- З 2005 року — доцент кафедри філософії та політології Придніпровської державної академії будівництва та архітектури.
- З 2010 року викладач Дніпропетровського університету економіки та права.
- З 2011 року викладач історія релігій, Економіка приходу і менеджмент Полтавської Місіонерської Духовної Семінарії.

### Соціальні проекти
- Благодійний фонд «Острів надії» http://hope-n.pp.ua/
- Духовно-культурні проекти: «Туринська плащаниця», «Святиня Придніпров'я», «Ковчег». [1]

### Журналістська діяльність
- Автор статей, член редакційних комісій профільних видань — «Початок», «Єпархіальні відомості».
- З 2006 року — ведучий телепрограми «Острів Надії» телеканалу ІРТ.

### Нагороди
- Кавалер ордена преподобного Іллі Муромця

## Світлини

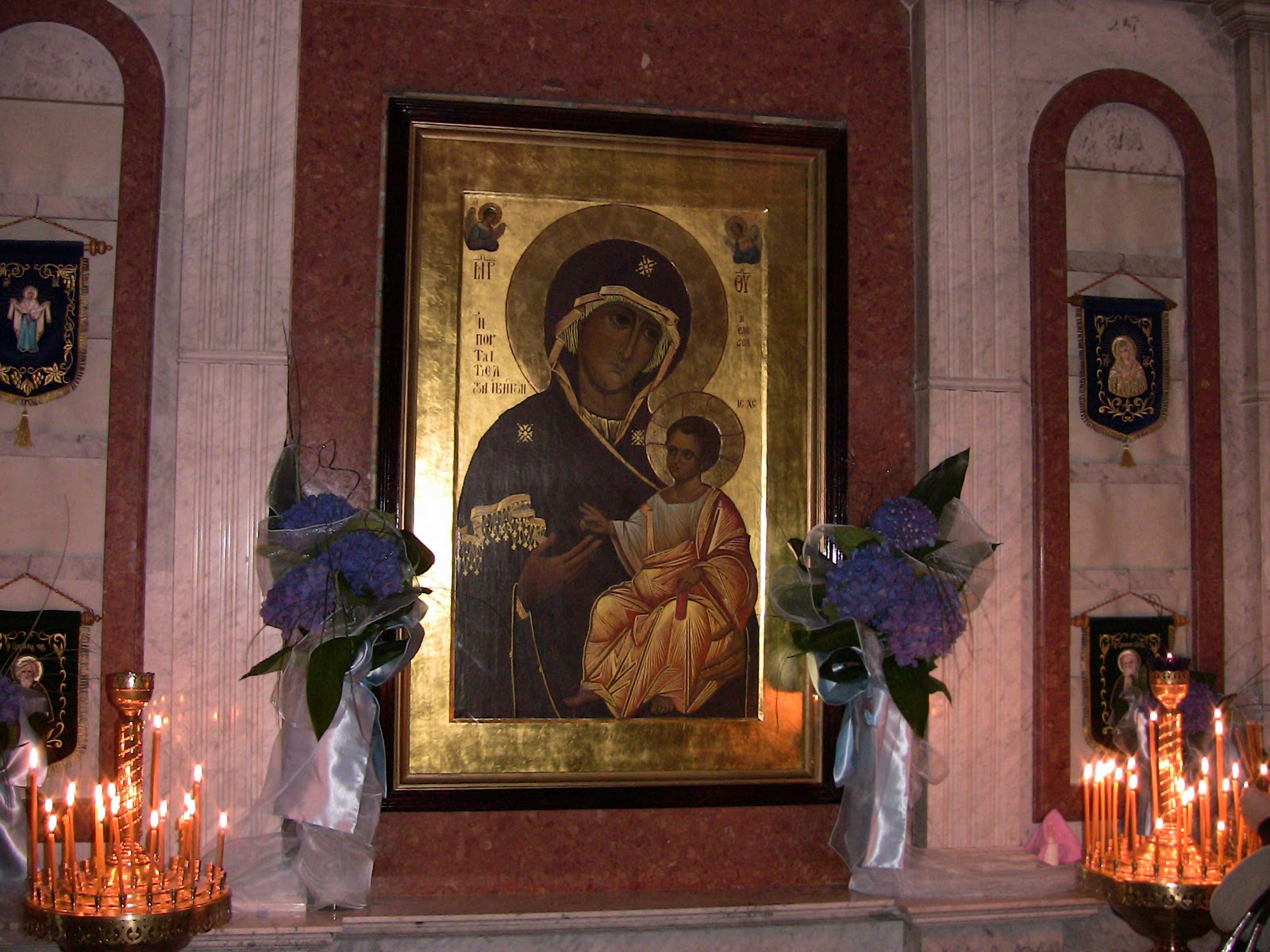
Ікона Божої Матері «Іверська»
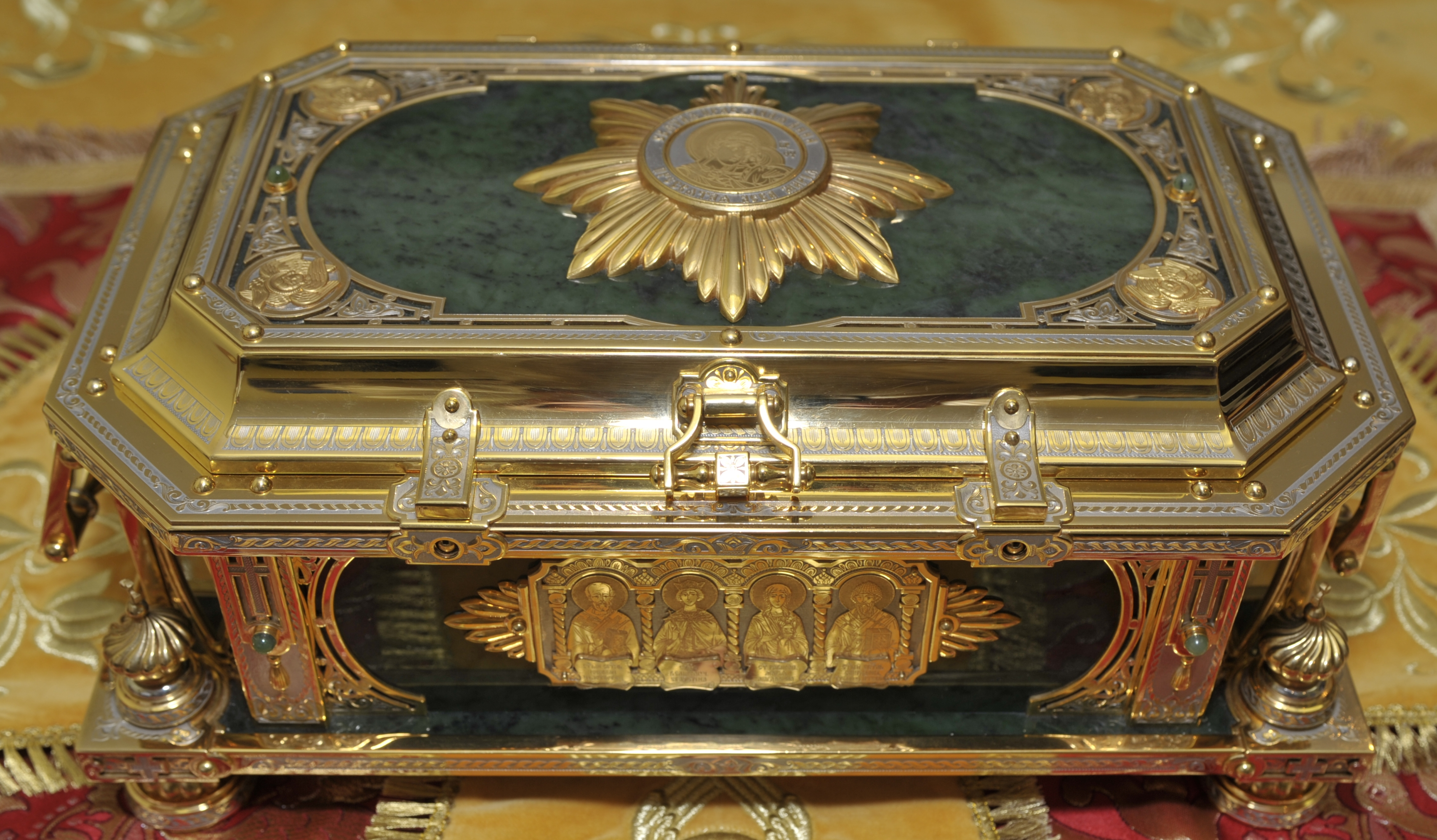
Ковчег зі святими мощами
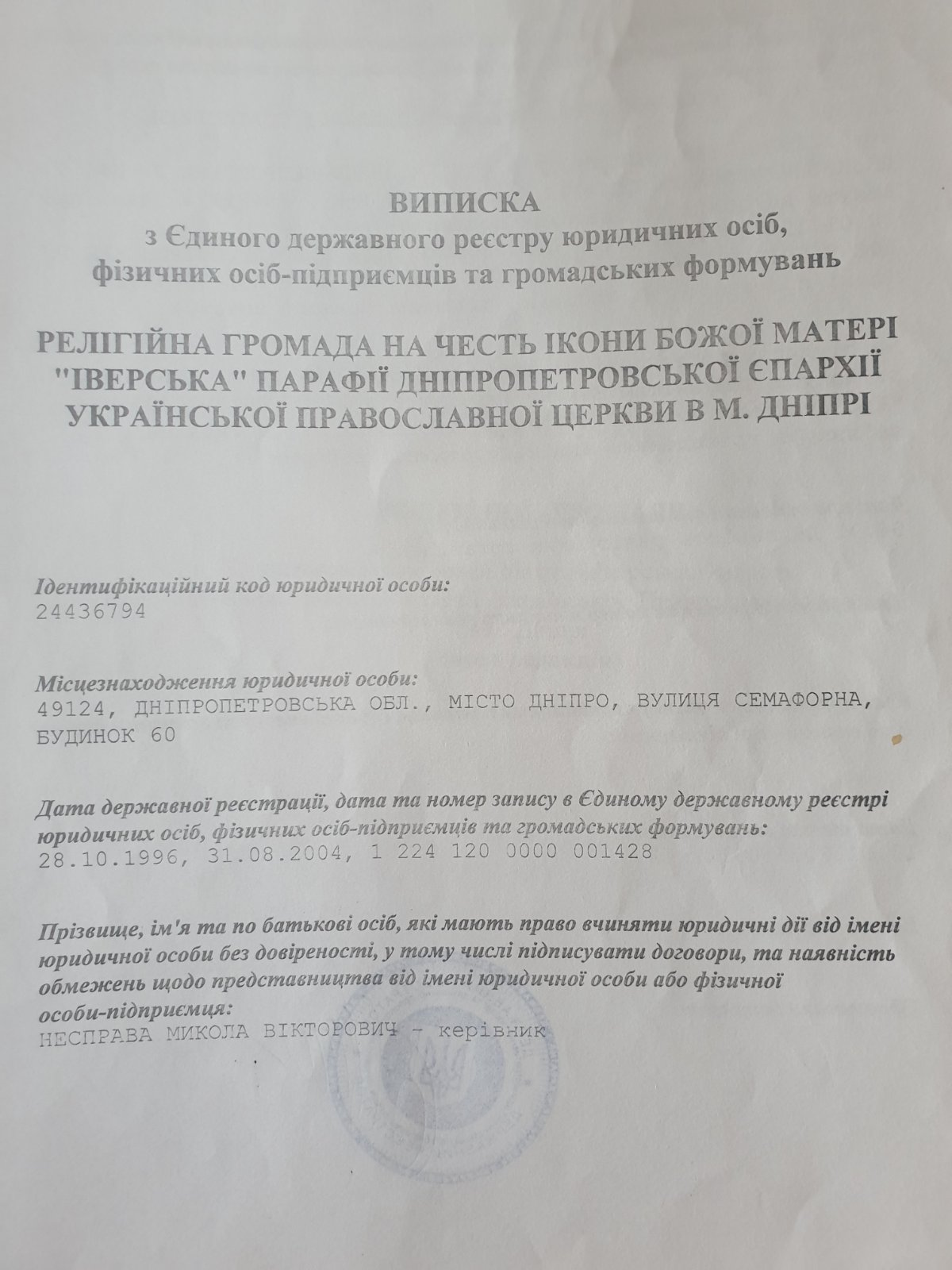
Виписка з Єдиного державного реєстру